# Lotniskowce typu Joffre
Lotniskowce typu Joffre – typ francuskich lotniskowców, których budowę planowała Francja przed II wojną światową. Rozpoczęto budowę jednej jednostki, jednakże przed podpisaniem rozejmu w czerwcu 1940 roku, nie zdążono jej nawet zwodować.

## Projekt
Jednostki typu Joffre były projektowane jako lotniskowce floty, które dałyby marynarce francuskiej okręty przenoszące większą liczbę samolotów niż istniejący już "Béarn". Okręt ten był przestarzały już pod koniec lat 30. XX wieku, a jego możliwości obniżał m.in. fakt, że nie był budowany od początku jako lotniskowiec, lecz był przebudowywanym pancernikiem. Typ Joffre miał dać Francji nowoczesny i stosunkowo pojemny lotniskowiec (choć inne floty budowały większe okręty tej klasy). Okręty miały być wyposażone w 4-calowy pancerz boczny i 1,5 – 2,3-calowy pancerz pokładowy.
Stępkę "Joffre" położono 26 listopada 1938 roku, ale wybuch II wojny światowej spowolnił budowę, a przerwanie budowy nastąpiło czerwcu 1940 roku po podpisaniu rozejmu z Niemcami. Prace nad rozpoczętym lotniskowcem "Joffre" nie były kontynuowane przez Niemców i kadłub został złomowany. Stępki drugiego okrętu tego typu, "Painlevé", nigdy nie położono.
Lotniskowce tego typu byłyby szybkie i dość silnie uzbrojone. Gdyby francuskie plany budowy okrętów zostałyby spełnione, te lotniskowce wraz z pancernikami typu Alsace, Lyon i Richelieu stanowiłyby trzon bardzo silnej floty wojennej.